# 萨图利亚
萨图利亚（英語：Saturia）是孟加拉国达卡专区馬尼格甘傑縣的一个村。
1989年，達烏拉特普爾-薩圖利亞龍捲風彻底摧毁该村落，并导致超过1300人死亡。